# In Concert (Emerson, Lake & Palmer)
In Concert, pubblicato nel 1979, è il decimo album di Emerson, Lake & Palmer, gruppo britannico di rock progressivo; è il loro terzo album dal vivo.

## Storia

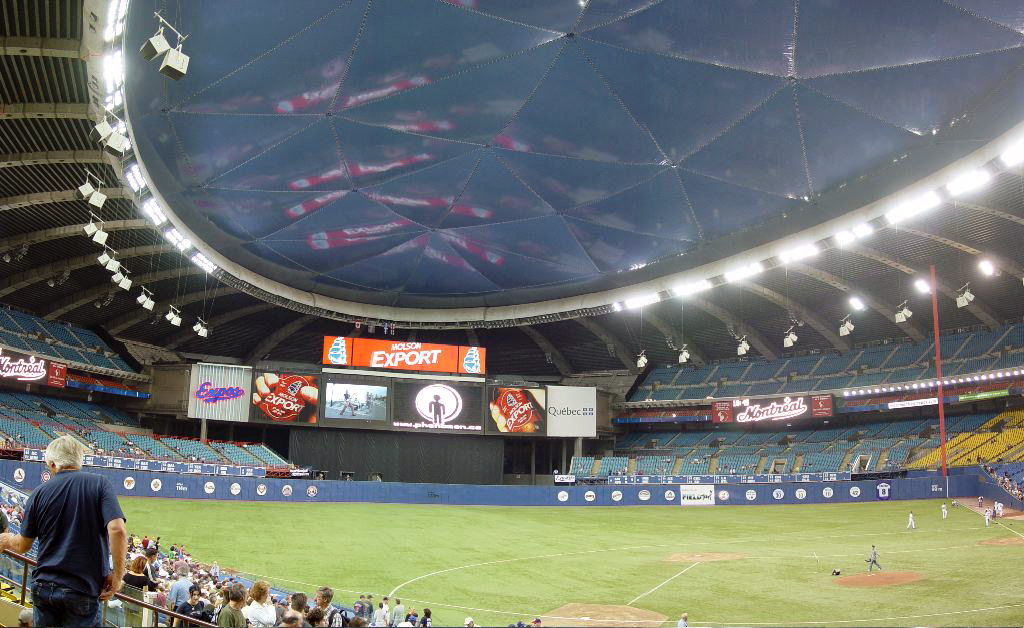
Interno dello Stadio Olimpico di Montréal, visto da un'angolazione simile a quella della foto di copertina

Gran parte dell'album è tratto dal concerto allo Stadio Olimpico di Montréal in Canada del 26 agosto 1977, ultima data della tournée legata al doppio album Works volume 1 uscito nel marzo dello stesso anno, nella quale il trio era affiancato da un'orchestra di 59 elementi e da un coro, entrambi diretti da Godfrey Salmon. Il concerto fu filmato per la televisione e distribuito anni dopo anche in formati home video. La tournée in questione fu la penultima intrapresa dal gruppo negli anni settanta; soltanto dieci delle sessantuno date videro la presenza dell'orchestra, a causa dei costi troppo alti; la band vi rinunciò definitivamente per la successiva tournée dell'autunno-inverno 1977-78, l'ultima prima dello scioglimento, dalla quale provengono le prime tre tracce dell'album: Introductory Fanfare, Peter Gunn e Tiger in a Spotlight.
In Concert fu pubblicato quasi un anno dopo lo scioglimento del gruppo e fu l'ultima uscita discografica a nome Emerson, Lake & Palmer – raccolte escluse – fino a Black Moon del 1992.
Nel 1993 l'etichetta Victory legata alla Atlantic, oltre a ristampare l'intera discografia del gruppo, pubblicò un doppio CD intitolato Works Live con copertina quasi identica a In Concert e contenente, oltre a tutti i brani di quest'ultimo, altri tratti sia dal concerto di Montréal che dalla tournée seguente; a partire dal 1993, Works Live ha di fatto sostituito In Concert nel catalogo CD del gruppo in tutto il mondo a eccezione del Giappone, dove edizioni in CD dell'album singolo originale sono uscite anche in anni seguenti.

## I brani
- In apertura Keith Emerson esegue al sintetizzatore Yamaha GX-1 la breve Introductory Fanfare sulla cui coda una voce annuncia la band.
- Peter Gunn, mai incisa precedentemente dal gruppo, è una rilettura del tema scritto da Henry Mancini nel 1958 per l'omonima serie televisiva statunitense.
- Tiger in a Spotlight è un brano originariamente composto per l'album Brain Salad Surgery e poi incluso in Works Volume 2 (1977).
- C'est la Vie di Greg Lake proviene da Works Volume 1 (1977) e vede Emerson insolitamente impegnato alla fisarmonica.
- The Enemy God, anch'esso da Works Volume 1, è l'arrangiamento per gruppo ed orchestra ad opera di Carl Palmer dell'omonimo brano dalla Suite Scita di Prokov'ev.
- Knife Edge, brano tratto dal primo album del trio (1970) e qui riarrangiato con l'ausilio dell'orchestra, chiude il lato A.
- Il lato B si apre con l'esecuzione del terzo movimento del Piano Concerto No. 1 di Emerson.
- Chiude il disco una nuova versione di Pictures at an Exhibition, più breve di quella contenuta nell'album omonimo: a farne le spese, le parti scritte ex novo dal gruppo nel 1971 (tranne The Curse of Baba-Yaga) in favore dei brani di Musorgskij, qui arrangiati per orchestra in modo piuttosto simile – strumentazione rock a parte – alla celebre trascrizione di Maurice Ravel del 1922.

## Tracce
Lato A
1. Introductory Fanfare – 0:53 (musica: Keith Emerson)
2. Peter Gunn – 3:34 (musica: Henry Mancini, arr. Emerson, Lake & Palmer)
3. Tiger in a Spotlight – 4:09 (Emerson, Greg Lake, Carl Palmer, Peter Sinfield)
4. C'est la Vie – 4:15 (Lake, Sinfield)
5. The Enemy God Dances with the Black Spirits (Excerpt from "The Scythian Suite", 2nd movement) – 2:47 (musica: Sergej Prokof'ev, arr. Palmer)
6. Knife Edge – 5:03 (testo: Lake, Dick Fraser – musica: Leoš Janáček, Johann Sebastian Bach, Emerson)

Durata totale: 20:41
Lato B
1. Piano Concerto No.1 Third movement: Toccata con Fuoco – 6:42 (musica: Emerson)
2. Pictures at an Exhibition – 15:43 (testo: Lake – musica: Modest Petrovič Musorgskij, arr. Emerson, Lake & Palmer)

Durata totale: 22:25

## Formazione
Gruppo
- Keith Emerson - pianoforte, tastiere, fisarmonica
- Greg Lake - basso, chitarra, voce
- Carl Palmer - batteria, percussioni

Orchestra e coro (tracce A4, A5, A6, B1 e B2. Le note di copertina non specificano la strumentazione, fatta eccezione per il *primo violino)
- Godfrey Salmon - direttore

- Peter Anderson
- Claire Bergman
- Paul Biro
- Chris Brown
- Pamela Buell
- Michael Campbell
- Dave Christopher
- Marshall Coid
- Sue Ellen Colgan
- Bruce Cramer
- Nestor Cybriwsky
- Wilfredo Deglans
- Joel Derouin
- Bruce Dukov *
- Scott J. Eddlemon
- Susan Eddlemon
- Joel Elias

- Susan Enger
- John Englund
- Mitchell Estrin
- Robert Fisher
- David Frost
- Robert Gerry
- Melody Goldstein
- Jonathan Haas
- Tony Harris
- Don Hermanns
- Valerie Heywood
- Lamar Jones
- Robert Karon
- William Keck
- Soye Kim
- John Knight
- Manuel Laureano

- Larry Lenske
- David Lord
- Susan Lynn
- Tim Malosh
- Paul Marnet
- Jean Martin
- Joseph Meyer
- Robert Moir
- Thalia Moore
- Katherine Mueller
- Deborah Newmark
- Elisa Nillson
- Mary O'Reilly
- Lanny Paykin
- James Ryon
- Ron Schneider
- Tom Sefcovic

- Greg Singer
- Stephani Stang
- Amy Teare
- James Wallenberg
- Roger Welch
- Robert Wendt
- Bruce Whitson

Coro
- Diane Duguay
- Jacques Lareau
- Jeffrey Meyer
- Claudette Roy
- Yves Saint-Amant
- Marjorie Sparks